# Venyera–11
A Venyera–11 (cirill betűkkel: Венера–11) szovjet űrszonda, melyet a Venyera-programban indítottak. Az NPO Lavocskin vállalat tervezte és építette meg.

## Küldetés
1978. szeptember 9-én a bajkonuri űrrepülőtér egy Proton hordozórakéta segítségével, három nappal előbb indították a Vénusz további kutatására, mint a Venyera–12-t. A Vénusz közelében kettévált, a szállító/keringő egység mesterséges holddá vált, segítve az adattovábbítást, műszereinek segítségével a Vénusz környezetének vizsgálatát. A leszállóegység megkezdte tudományos munkáját.

## Jellemzői
Méretét, szerkezetét és feladatát tekintve megegyezik a Venyera–12-vel. Külső felépítése,  műszerezettsége azonos a Venyera–9-cel. Tömege a kedvezőbb indítási ablak miatt 800 kilogrammal kevesebb, 4200 kilogramm. Műszerezettségét az elődökhöz képest továbbfejlesztették. A gamma-detektort szovjet–francia együttműködésben készítették. A leszállóegység hétféle műszert szállított. Simán elérte a felszínt, másfél órán át közvetítette méréseinek adatait.